# Uroš Ier Vukanović
Uroš Ier Vukanović, en serbe cyrillique Урош I Вукановић, était le grand-prince de Rascie, de la dynastie des Vukanović, de 1112 à 1145, sous la suzeraineté de Hongrie et puis de Byzance. Il était aussi le neveu du duc Vukan.

## Biographie
Uroš Ier Vukanović se marie probablement avec Anne Diogènissa, fille de Constantin Diogène, qui fut tué dans la bataille de Manzikert en août 1074, et de sa femme Théodora Comnène, décédée après 1094, nièce d'Isaac Ier et sœur d'Alexis Ier Comnène, et petite-fille de Romain IV Diogène et de sa première femme Anne Alousiane, dont :

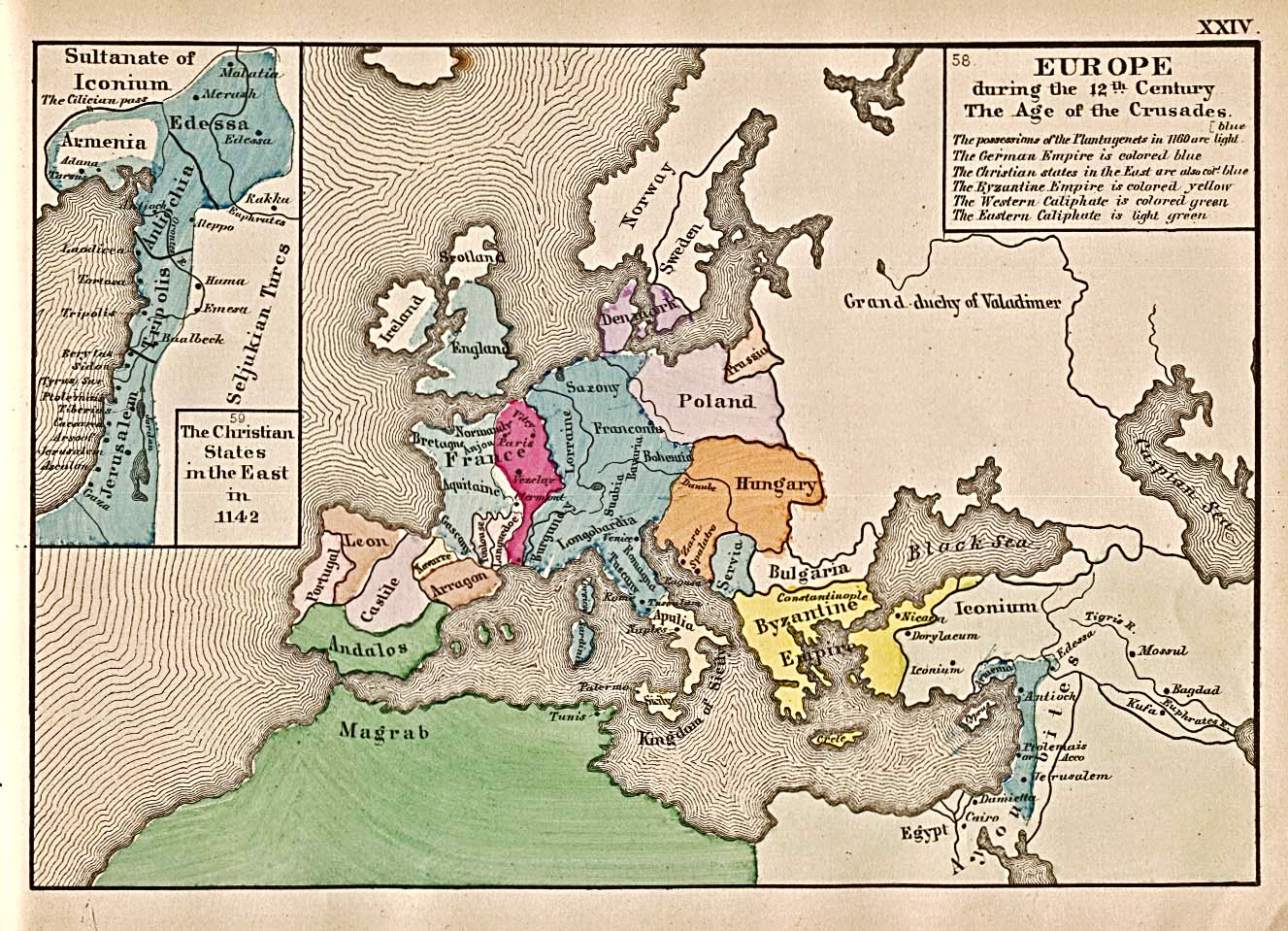
La Serbie en 1142, au temps des croisades.

- Uroš II Primslav, grand-prince de Rascie de 1145 a 1150 et de 1151 a 1162, qui avait abdiqué et mourut en Hongrie en 1162 ;
- Desa, grand-prince de Dioclée, de Travonie et de Zachlumie (et de Paganie?) avant 1151, grand-prince de Rascie de 1150 a 1151, en 1155 et en 1162, mort ca. 1166 ;
- une fille, mariée avec Leonardo Michiel, un noble vénitien ;
- Jelena (avant 1109 - après 1146), mariée le 28 avril 1127 avec Béla II de Hongrie ;
- Marija (? - 1190/1196), mariée en 1132 avec Conrad II de Znojmo prince en Moravie ;
- une fille, mariée avec Bjeloš Ier, ban de Croatie, régent de Hongrie, qui peut avoir régné brévement en Rascie ; J. Fine suggère que Bjelos était le fils et non pas le gendre d'Uroš Ier Vukanović ;
- (?) Zavida.